# PJ Morton
PJ Morton (* 29. März 1981 in New Orleans) ist ein US-amerikanischer Pop- und R&B-Musiker. Bekannt wurde er ab 2010 als Keyboarder von Maroon 5. Ende der 2010er Jahre hatte er auch Erfolge als Solomusiker und Produzent im R&B- und Gospelbereich, wofür er mit zwei Grammy Awards ausgezeichnet wurde.

## Biografie
PJ Morton ist der Sohn von Bishop Paul S. Morton, einem aus Kanada zugewanderten Baptistenprediger in New Orleans. Auch seine Mutter Debra Morton ist als Predigerin tätig. PJ wuchs in einem musikalischen Haushalt auf, sein Vater war in seiner Jugend mit Aretha Franklin befreundet, er war selbst Gospelsänger und veröffentlichte eine Reihe von Alben.
Anfang der 2000er begann der Sohn seine Musikkarriere als Mitglied von Freestyle Nation, die sich aber nach einem Album wieder auflösten, und als Musiker auf dem Album Voyage to India von India.Arie (2002). In den folgenden Jahren arbeitete er unter anderem für Faith Evans, Monica und KiKi Sheard. Als Mitproduzent ihres Albums This Is Me gewann er 2007 einen Dove Award. Für DeWayne Woods schrieb er den Gospelhit Let Go. Darüber hinaus veröffentlichte er eigene Studioalben: Emotions (2005), Perfect Song (2007, mit Band) und Walk Alone (2010).
2010 wurde er auch als Tourkeyboarder zu Maroon 5 geholt und wurde 2012 festes Mitglied, als Jesse Carmichael eine Auszeit nahm. Er wirkte an den weiteren Alben der Pop-Rock-Band mit. Maroon-5-Sänger Adam Levine war neben Stevie Wonder und Busta Rhymes auch einer der Mitwirkenden bei Mortons Soloalbum New Orleans im Jahr 2013. Das Album schaffte es in die offiziellen US-Albumcharts, für den Song Only One bekam er seine erste eigene Nominierung für einen Grammy Award, nachdem er zuvor schon zweimal zusammen mit Maroon 5 nominiert gewesen war.
2017 folgte das Soloalbum Gumbo, das weitere Grammy-Nominierungen brachte. Im Jahr darauf wurde die darauf enthaltene Coverversion des Bee-Gees-Songs How Deep Is Your Love, zusammen mit der Sängerin Yebba, als Single veröffentlicht. Sie brachte ihm bei der Verleihung 2019 die erste Grammyauszeichnung. Auf dem Album Paul, das erneut für einen R&B-Grammy nominiert wurde, wirkten 2019 unter anderem Rapsody und Jazmine Sullivan mit. Say So, das er mit JoJo aufnahm, wurde als bester R&B-Song ausgezeichnet.

## Diskografie
Alben
- Emotions (2005)
- Perfect Song (PJ Morton Band, 2007)
- Live from LA (Livealbum, 2008)
- Walk Alone (2010)
- New Orleans (2013)
- Live Show Killer (2015)
- Gumbo (2017)
- Christmas with PJ Morton (2018)
- Paul (2019)
- The Piano Album (2020)

## Auszeichnungen
- Grammy Awards
  - 2019: Beste Darbietung – Traditioneller R&B für How Deep Is Your Love (featuring Yebba)
  - 2020: Bester R&B-Song für Say So (featuring JoJo)